# Ostatni dzwonek (film 1989)
Ostatni dzwonek – polski film psychologiczny w reżyserii Magdaleny Łazarkiewicz z 1989 roku.

## Fabuła
Do nielubianej przez grono nauczycielskie klasy IVa przychodzi nowy uczeń – Krzysztof Buk, który został wyrzucony z jednego z gdańskich liceów za roznoszenie antypaństwowych ulotek. Początkowo nieakceptowany, szybko zdobywa przyjaźń klasy. Dzięki poparciu wychowawczyni klasa wyjeżdża na wycieczkę za miasto, podczas której klasa integruje się i wpada na pomysł zorganizowania w szkole teatru.

## Obsada
- Zbigniew Suszyński – Krzysiek „Nowy” Buk
- Agnieszka Kowalska – Agnieszka „Meluzyna” Kwiatkowska
- Aleksander Bednarz – wicedyrektor prof. Jakubowski
- Henryk Bista – dyrektor Stefan[a] Wronacki
- Jacek Wójcicki – Jacek „Świr” Świerzyński
- Dariusz Sikorski – „Słowik” Słowikowski
- Artur Żmijewski – Jackowski
- Paweł Bawolec – Markowski
- Paweł Wodziński – „Koń”
- Joanna Wizmur – „Kobyła” Wolska
- Andrzej Pośniak – Niteczka
- Piotr Kozłowski – „Kaczor” Kaczorowski
- Jacek Kita – „Bulwa” Bulwacki
- Paweł Iwanicki – Bemol
- Małgorzata Rudzka – Magda „Kurczak” Kurkowska
- Karolina Kwietniak – „Maskotka”
- Bożena Wróbel – „Wiewióra”
- Janina Bocheńska – prof. Bajkowska
- Jan Skotnicki – prof. Wandycz
- Marek Bartkowicz – prof. Raczek
- Krystyna Wachelko-Zaleska – prof. Mariańska
- Andrzej Szenajch – prof. Froncel
- Wanda Wieszczycka – prof. Kałuża
- Maria Ciunelis – prof. Myszkowska
- Wojciech Skibiński – nauczyciel fizyki
- Alina Wons – sekretarka Ala
- Alicja Migulanka – woźna Lodzia
- Arkadiusz Bazak – ojciec Świra
- Antonina Girycz – matka Jackowskiego
- Irena Laskowska – bibliotekarka
- Dorota Stalińska – członkini jury Festiwalu Młodych Teatrów w Gdańsku
- Aleksander Bardini – członek jury Festiwalu Młodych Teatrów w Gdańsku
- Bogusław Linda – członek jury Festiwalu Młodych Teatrów w Gdańsku
- Janusz Kijowski – pan Darek, członek jury Festiwalu Młodych Teatrów w Gdańsku
- Sławomir Pacek – „Donos” Kowalczyk
- Krystyna Tkacz – Zosia Wronacka
- Magdalena Gnatowska – uczennica
- Mirosław Zbrojewicz – strażak